# Philonicus scaurus
Philonicus scaurus är en tvåvingeart som först beskrevs av Walker 1849.  Philonicus scaurus ingår i släktet Philonicus och familjen rovflugor. Inga underarter finns listade i Catalogue of Life.